# Жыланды (Костанайская область)
Жыланды (каз. Жыланды) — село в Фёдоровском районе Костанайской области Казахстана. Входит в состав Косаральского сельского округа. Код КАТО — 396851200.

## Население
В 1999 году население села составляло 248 человек (129 мужчин и 119 женщин). По данным переписи 2009 года, в селе проживало 158 человек (82 мужчины и 76 женщин). По данным переписи 2021 года, в селе проживало 107 человек (56 мужчин и 51 женщина).